# Max M. Burger

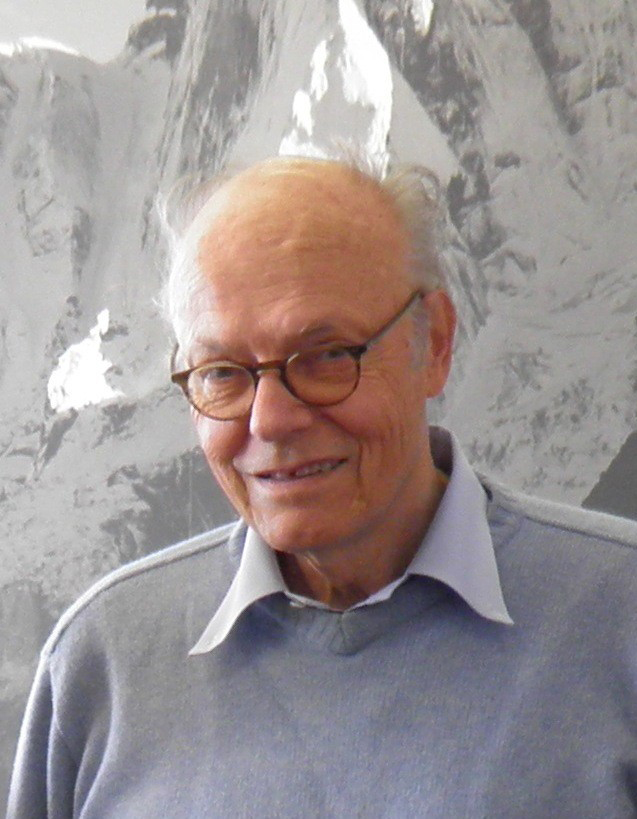
Max Burger (2014)

Max Marcell Burger (* 8. Juli 1933 in Zürich; † 2. November 2019) war ein Schweizer Arzt und Biochemiker.

## Leben
Max M. Burger, emeritierter Professor für Biochemie, studierte Medizin an der Universität Zürich und im Anschluss Biochemie an der Washington University, USA. Von 1965 an forschte und lehrte der doppelt Promovierte zunächst als Assistant und Associate Professor und schliesslich als Mitgründer und Ordinarius am Departement Biochemie der Princeton University. Im Jahr 1970 wurde er ans neu gegründete Biozentrum der Universität Basel berufen, wo er bis 1987 als Professor für Biochemie tätig war, davon fünf Jahre als Obmann der Institution. Zwischen 1987 und 2000 leitete er das Friedrich Miescher Institute for Biomedical Research in Basel. Im Jahr 2005 wurde Burger an der Universität Basel emeritiert. Burger war Vorsitzender des Bereichs Biologie und Medizin des Schweizerischen Nationalfonds, Gründer und Leiter des Novartis Science Boards und Mitbegründer und Mitglied im Senat der Helmholtz-Gemeinschaft Deutscher Forschungszentren. Er verstarb am 2. November 2019 im Alter von 86 Jahren.

## Wirken
Burgers Forschung fokussierte sich auf die Biochemie der Zelloberfläche sowohl bei Tumorzellen wie auch bei Meeresschwämmen, speziell für die Funktion von Glykanen und Glykoproteinen. Er entdeckte, dass Sialsäure-Elemente in der Zellmembran fähig sind, normale und maligne Zellen variabel zu machen. Er wies nach, dass normale, gesunde Zellen den Zellkontakt verhindern, was bei mit Tumorviren infizierten Zellen, deren Oberflächen-Zellmembran verändert ist, nicht funktioniert. Seine Forschung an der Zelloberfläche von Meeresschwämmen ergab, dass die multiglykane Zell-Zell-Erkennungen (Animal Recognition) bei der Cambrian Animal Explosion vor Millionen Jahren beteiligt gewesen sind. Darüber hinaus konnte Burger aufklären, dass Lektine an der Zelloberfläche das Wachstum hemmen, es bei Tumorzelloberflächen hingegen nicht hemmen können.

## Auszeichnungen
- 1971 Selman A. Waksman Medaille[8]
- 1974 gewähltes Mitglied der European Molecular Biology Organization EMBO[9]
- 1975 Otto Naegeli-Preis[10]
- 1988 Ehrenmitgliedschaft der American Academy of Arts and Sciences[9]
- 1997 Mitglied der Schweizerischen Akademie der Medizinischen Wissenschaften[11]
- 1998 Ordentliches Mitglied der Academia Europaea[12]
- 1999 Krebspreis der Krebsliga Schweiz[13]
- 2005 Bundesverdienstkreuz erster Klasse der Bundesrepublik Deutschland[14]

## Publikationen (Auswahl)
- Burger, M.M.: Isolation of a receptor complex for a tumor specific agglutinin from the neoplastic cell surface. Nature 219, 499-500 (1968). PMID 4299255
- Pollack, R.E. & Burger, M.M.: Surface-specific characteristics of a contact-inhibited cell line containing the SV40 viral genome. Proc. Natl. Acad. Sci. USA 62, 1074-1076 (1969). PMID 4307873
- Sheppard, J.R., Levine, A. J. & Burger, M. M.: Cell-surface changes after infection with oncogenic viruses: Requirement for synthesis of host DNA. Science 172, 1345-1346 (1971). PMID 4325520
- Mannino, R.J. & Burger, M.M.: Growth inhibition of animal cells by succinylated concanavalin A. Nature 256, 19-22 (1975). PMID 1169693
- Fernandez-Busquets, X., Körnig, A., Bucior, I., Burger, M. M. & Anselmetti, D.: Self recognition and Ca 2+-dependent Carbohydrate-carbohydrate Cell Adhesion Provide Clues to the Cambrian Explosion. Mol. Biol. Evol., 26 (11), 2551-2561 (2009). PMID 19648465